# 汪士儀
汪士儀（？—？），湖北黄江人，清朝政治人物。副榜出身。
光绪十二年二月，擔任清朝廣東省潮州府豐順縣知縣。后由鄧衍憙接任。